# フェラーリ・159S
フェラーリ・159Sは、イタリアの自動車メーカー、フェラーリが1947年に製造したスポーツカー。同社の初代モデル、125Sの後継車として開発された。

## 概要
125Sの改良型であり、エンジンのボアを4mm、ストロークを5.5mm拡大し、ボアφ59mm×ストローク58mmで1,903ccへと拡大し最高出力は125馬力/6,800rpmにパワーアップした。車名の159はシリンダーあたりの容積159cc（158.58cc）をあらわす。
1947年8月15日、フランコ・コルテーゼによりペスカーラ・サーキットでレースデビューした。使用期間は短いが、同年10月12日のトリノGPでレイモン・ソメールにより優勝。レーシングカーコンストラクターとして発足間もないフェラーリの名を広める貴重な勝利を挙げた。
後継はフェラーリ・166S。